# Bobby Hoy
Bobby Hoy (Halifax, Inglaterra; 10 de enero de 1950 – 3 de enero de 2024) fue un futbolista inglés que jugó en la posición de centrocampista.

## Equipos
| Periodo   | Club                  | Apariciones | Goles |
| --------- | --------------------- | ----------- | ----- |
| 1966-1975 | Huddersfield Town AFC | 144         | 18    |
| 1975-1976 | Blackburn Rovers FC   | 19          | 0     |
| 1976–1977 | Halifax Town AFC      | 30          | 7     |
| 1977–1978 | York City FC          | 14          | 1     |
| 1978–1981 | Rochdale AFC          | 66          | 12    |
| 1981      | Macclesfield Town FC  | 6           | 0     |

## Logros
- Segunda División de Inglaterra (1): 1969/70